# Moje miasto (film 2002)
Moje miasto – polski film obyczajowy z 2002 roku w reżyserii Marka Lechkiego, będący jego pełnometrażowym debiutem i zrealizowany w ramach cyklu Pokolenie 2000. Zdjęcia do filmu kręcono w kwietniu 2002 w Katowicach.

## Opis fabuły
Moje miasto to opowieść o mieszkańcach pewnego bloku, stojącego samotnie na obrzeżach przemysłowego miasta. Bezrobocie, brak perspektyw, bezsilność tworzą szczególną aurę, w której rozgrywają się wydarzenia. Główny bohater, 25-letni Goździk, mieszka tu od urodzenia. Nie ma pracy, nie uczy się. Gra w hokeja w drużynie okręgowej; tutaj to jedyne zajęcie. Poznajemy też jego rodzinę oraz innych mieszkańców bloku-galerię barwnych, śmiesznych i smutnych zarazem postaci, próbujących żyć w tym zapomnianym miejscu. Jest tu pan Leon — sympatyczny staruszek, zadurzony bez pamięci w pani Joli — miejscowej piękności. Jest pani Kurkowa, starsza kobieta przesadnie dbająca o swój wygląd, zakochana w plastikowych kwiatach i figurkach z fajansu. Są bracia Dąbrowscy — znudzeni dresiarze wiecznie szukający zaczepki. W domku, stojącym tuż obok bloku, mieszka Cichy, przyjaciel Goździka. Cichy całymi dniami przesiaduje w garażu, reperuje stary samochód, jedyną pamiątkę, która została mu po ojcu. Marzy, by opuścić to miejsce, chce zabrać stąd schorowaną matkę. A przede wszystkim są rodzice Goździka. Ojciec, odkąd stracił pracę, całymi dniami przesiaduje nad stawem, w którym od dawna nic już nie złowił. Oraz matka, próbująca swoim ciepłem ocalić resztki domowego ogniska. Gdy rodzinę odwiedza wujo Janek, wszystko ożywa. Swoim pogodnym usposobieniem wprowadza trochę radości do życia mieszkańców. Z nim można się pośmiać, urządzić ognisko i na chwilę zapomnieć o szarej codzienności. Pewnego dnia w bloku pojawia się Zosia, piękna dziewczyna, uosabiająca cały powab świata znajdującego się tuż za horyzontem.

## Obsada
- Radosław Chrześciański jako Stanisław "Goździk"
- Agnieszka Banach jako Zosia
- Dorota Pomykała jako matka "Goździka"
- Krzysztof Stroiński jako Stefan, ojciec "Goździka"
- Andrzej Mastalerz jako "Cichy", kolega "Goździka"
- Krystyna Tkacz jako sąsiadka Halina Kurkowa
- Stanisław Brudny jako sąsiad Leon
- Elżbieta Karkoszka jako matka "Cichego"
- Jerzy Łapiński jako wuj Jasio
- Liliana Krupska jako sąsiadka Jola
- Marcin Lamprecht jako "Bolek" Dąbrowski
- Artur Król jako "Lolek" Dąbrowski
- Ewa Leśniak jako sąsiadka Jezierska

## Festiwale i nagrody
- 27. Festiwal Polskich Filmów Fabularnych w Gdyni
  - Nagroda Specjalna Jury za film Moje miasto
  - Nagroda za scenariusz do filmu Moje miasto
  - Dorota Pomykała - nagroda za drugoplanową rolę kobiecą w filmie Moje miasto
  - Marek Lechki - nagroda Prezesa Zarządu Telewizji Polskiej Roberta Kwiatkowskiego za film Moje miasto
  - Bartosz Straburzyński - nagroda Prezesa Zarządu Telewizji Polskiej Roberta Kwiatkowskiego — wyróżnienie za muzykę do filmu Moje miasto
- Międzynarodowy Festiwal Debiutów Filmowych XXI Koszalińskie Spotkania Filmowe Młodzi i Film
  - Krzysztof Stroiński - nagroda za najlepszą rolę męską w filmie Moje miasto
  - nagroda za scenariusz do filmu Moje miasto
- Dolnośląski Brylant Roku 2002
  - Marek Lechki - nagroda w kategorii ,,debiut roku" za film Moje miasto
- XVII Tarnowska Nagroda Filmowa
  - Grand Prix za film Moje miasto
- Międzynarodowy 43. Krakowski Festiwal Filmowy
  - Nagroda Specjalna - Srebrny Smok za film Moje miasto
- Ogólnopolski 43. Krakowski Festiwal Filmowy
  - Dyplom Honorowy — za ciepłe spojrzenie na człowieka i jego tęsknoty w filmie Moje miasto
- II Konkurs Filmów Telewizyjnych 33. Lubuskiego Lata Filmowego - Łagów 2003
  - Nagroda za film Moje miasto
- 26. Koszaliński Festiwal Debiutów Filmowych "Młodzi i Film" 2007
  - Super Jantar — za najlepszy polski debiut dekady dla filmu Moje miasto

## Pokazy festiwalowe
- 28th Toronto International Film Festival - 2003
- 52 Internationales Filmfestival Mannheim-Heidelberg - 2003
- 38 Międzynarodowy Festiwal Filmowy w Karlowych Warachl 2003
- 19 Festival Du Film De Paris - 2004